# Voltus 5
Voltus 5 (超電磁マシーン ボルテスV, Chōdenji Mashīn Borutesu Faibu) és una sèrie d'anime japonesa produïda per Toei Company i animada per Nippon Sunrise (actualment Bandai Namco Filmworks). És el segon producte de la trilogia Robot Romance, de la qual també formen part Chōdenji Robo Combattler V o Tōshō Daimos. La sèrie va ser dirigida per Tadao Nagahama i produïda per Yoshiyuki Tomino. Es va emetre a TV Asahi i cadenes afiliades del 4 de juny de 1977 al 25 de març de 1978.
Una adaptació de la sèrie a film, es va doblar al català central i al valencià.

## Trama
Un dia, una horda massiva d'ovnis apareix de les profunditats de l'espai i llança una invasió del planeta Terra. Malgrat els millors esforços dels militars mundials i de la Força de Defensa de la Terra sota el comandant Robinson (general Oka en la versió original), els desplegaments simultanis de les flotes dels invasors d'ovnis ben armats i veloços, devasten objectius estratègics clau a tot el món i aclaparen completament els defensors. Els invasors són extraterrestres del planeta imperial Boazan, que lluiten sota el comandament del despietat nebot de l'emperador de Boazan, el príncep Zardoz (Heinel en la versió original). Amb la seva victòria gairebé assegurada, els comandants boazanians es retiren al Castell Zardoz, una ciutadella subterrània secreta construïda pels seus agents en preparació per a la seva conquesta, i despleguen l'enorme biomecànic "Bèstia Cavaller d'Atac Dokugaga" per destruir l'últim bastió de resistència de la humanitat.

## Desenvolupament
Voltus 5 va ser produït per Toei Company amb animació de Nippon Sunrise i el patrocini de Popy per a les joguines. Durant el desenvolupament de Voltus 5, Nagahama va concebre originalment que la sèrie fos una seqüela de Chōdenji Robo Combattler V i per seguir els esdeveniments de la sèrie després del final abans de convertir-la en una sèrie separada. Segons les notes de Nagahama, la sèrie originalment s'havia de dir Granbuffer Ace (グランバッファーA (エース), Guranbaffā A (ēsu)) o Chōdenji Robo V.Krieger (超電磁ロボ・V・クリーガー, Chōdenji Robo V Kurīgā, lit. Robot superelectromagnètic V.Krieger). Tots dos noms van ser finalment descartats i va passar a anomenar-se Voltus 5.
Durant el desenvolupament, NET TV va passar el seu nom a TV Asahi durant el 1977. En una proposta de Popy el 1976, Voltus 5 havia de tenir un atac final semblant a una pistola, però Sunrise i Toei volien que l'atac real per a les joguines es canviés. Com a tal, l'arma es va canviar per una espasa, la qual també es va posar a l'atac del robot Heaven's Blade/Laser Blade. En aquell moment també el 1976, Nagahama va rebre la direcció creativa de la sèrie i va utilitzar Stage combat com a referència per als moviments de combat del robot protagonista. Tal com descriu la història en si, la trama de la recerca del pare dels germans Armstrong (Gou en la versió original) es va inspirar en el serial japonès Taiga, com explica Shoichi Taguchi, i un dels animes que el va inspirar per a la trama va ser Marco; en canvi, volia que els herois cerquessin el seu pare en comptes d'una mare.
Akinori Watanabe, l'anterior director de la Divisió de Negocis de Televisió de Toei, estava preocupat perquè la trama no fos massa depriment per als espectadors i volia evitar que els espectadors ploressin tot el temps. En resposta a la petició de Watanabe, va crear el personatge rival, el príncep Heinel, que es basava en un dels actors de la mundialment famosa Takarazuka Revue. Segons Kei Iijima, un dels productors de Toei, els germans Armstrong i Zardoz havien de ser rivals al llarg de la sèrie fins a l'episodi final, en el qual es revelaria que Zardoz estava relacionat amb ells per sang, però té un final tràgic i una redempció. També va dir que volia que els espectadors suscitessin fortament la ira contra les diverses discriminacions que els envoltaven i que odiessin la discriminació a través d'aquest treball i pensessin a corregir-les.
L'esborrany final de la sèrie es va completar el març de 1977, i el primer episodi es va emetre el 4 de juny del mateix any. Shinya Sadamitsu i Yoshiyuki Tomino els van contractar Nagahama perquè fossin el productor i director d'art respectivament. Kazuo Tomizawa també va ser incorporat com un dels membres del personal fins que va decidir centrar-se més en Invencible Super Man Zambot 3.

## Contingut de l'obra

### Anime
Voltus 5 es va emetre al Japó per TV Asahi del 4 de juny de 1977 al 25 de març de 1978, en substitució de Chōdenji Robo Combattler V i aleshores va ser substituït per Tōshō Daimos. El tema d'obertura de la sèrie es diu "Voltes V no Uta" (ボルテスVの歌, Borutesu Faibu no Uta, 'La cançó de Voltus 5') de Mitsuko Horie, Koorogi '73 i Columbia Yurikago-kai el tema de cloenda, "Chichi wo Motomete" (父をもとめて, 'A la recerca del pare') d'Ichiro Mizuki. La lletra del tema d'obertura va ser escrita pel personal de Toei. La música la va escriure Asei Kobayashi, i va ser arranjada pel compositor de la sèrie, Hiroshi Takada, mentre que la lletra del tema de cloenda la va escriure Akira Aoi (Tadao Nagahama), i la música va ser escrita per Asei Kobayashi, i arranjada per Hiroshi Tsutsui.
Existeix un doblatge a l'anglès, guionitzat i dirigit per William Ross, que va ser produït a Tòquio, Japó per Frontier Enterprises i es va estrenar als Estats Units el 1983 per 3B Productions amb el nom de Voltus 5. Es tractava d'una recopilació d'episodis seleccionats (de l'episodi 1 al 18) i els noms es van anglicitzar. Aquesta adaptació es va doblar al català central i es va estrenar el 2 de març de 1991 a TV3 pel contenidor Club Super3. Es va estrenar en valencià a Canal 9 el 5 de gener de 1991.
| Personatge                              | Japonès            | Català (TV3)        |
| --------------------------------------- | ------------------ | ------------------- |
| Mark Gordon (Kenichi Gou)               | Yukinaga Shiraishi | Víctor Pi           |
| Steve Armstrong (Ippei Mine)            | Kazuyuki Sogabe    | Pep Sais            |
| Jamie Robinson (Megumi Oka)             | Miyuki Ueda        | Núria Domènech      |
| Albert Armstrong (Daijirou Gou)         | Tesshou Genda      | Joaquim Sota        |
| Johnny Armstrong (Hiyoshi Gou)          | Noriko Ohara       | Ana Pallejà         |
| Dr. Richard Smith (Professor Hamaguchi) | Seizou Katou       | Antoni Crespo       |
| Comandant Robinson (General Oka)        | Hiroshi Masuoka    | Claudi García       |
| Richard Armstrong (Kentaro Gou)         | Yuu Mizushima      | Juan Carlos Gustems |
| Príncep Zardoz (Príncep Heinel)         | Osamu Ichikawa     | Quim Roca           |
| General Watson (General Dange)          | Hisashi Katsuta    | Manuel Lázaro       |
| Ned Armstrong (Professor Sakunji)       | Tamio Ooki         | Eduard Elías        |

### Adaptació d'imatge real
Una adaptació d'imatge real filipina, Voltes V: Legacy, es va estrenar a GMA Network el 8 de maig de 2023. La producció té llicència de Toei Company amb la llicenciatària filipina Telesuccess Productions, Inc. El director Mark A. Reyes va dirigir la producció de la sèrie i Suzette Doctolero va ser-ne la guionista, que va implicar una estreta supervisió de Toei. L'empresa Riot Inc. va ser contractada per fer els efectes especials juntament amb el departament vídeo-gràfic de GMA.

### Videojocs
La sèrie en si s'ha inclòs i apareix a la sèrie de videojocs de llarga durada Super Robot Wars, apareixent per primer cop al joc de PlayStation Shin Super Robot Wars el 1996.